# Riedelella efremovae
Riedelella efremovae är en plattmaskart som beskrevs av Timoshkin (2004). Riedelella efremovae ingår i  familjen Rhynchokarlingiidae och lever i Baikalsjön.